# Blepharis macra
Blepharis macra là một loài thực vật có hoa trong họ Ô rô. Loài này được (Nees) Vollesen mô tả khoa học đầu tiên năm 2000.